# Jacek Wesołowski (architekt)
Jacek Wesołowski (ur. 12 stycznia 1962) – doktor habilitowany inżynier architekt, profesor Politechniki Łódzkiej.

## Życiorys
W 1998 obronił doktorat pt. „Kolej w przestrzeni miejskiej – problemy integracji”, pod kierunkiem prof. Michała Lecha Rościszewskiego w Instytucie Architektury i Urbanistyki Wydziału Budownictwa, Architektury i Inżynierii Środowiska na Politechnice Łódzkiej. W 2007 napisał pracę habilitacyjną na Wydziale Architektury Politechniki Warszawskiej pt. „Transport miejski. Ewolucja i problemy współczesne”. Jest profesorem uczelni na Politechnice Łódzkiej, gdzie wykłada przedmioty związane z historią architektury, urbanistyki oraz problematyką ochrony i konserwacji zabytków i rewitalizacji. Ponadto zajmuje się historią i planowaniem transportu na terenach miejskich. Publikuje artykuły w prasie fachowej, m.in. w „Renowacjach i zabytkach”, „Technice transportu szynowego” i w „Kwartalniku Architektury i Urbanistyki”. Współpracuje z Instytutem Spraw Obywatelskich.

## Publikacje
- „Transport miejski. Ewolucja i problemy współczesne” (2003),
- „Miasto w ruchu. Przewodnik po dobrych praktykach w organizowaniu transportu miejskiego” (2008)[2],
- „Od wozowni do katedry. Hala peronowa w architekturze dworców. Historia – Konstrukcja” (2014),
- „Od wozowni do katedry. Hala peronowa w architekturze dworców. Współczesność –Architektura” (2014)[6].